# Fruitland (Maryland)
Fruitland é uma cidade localizada no estado americano de Maryland, no Condado de Wicomico.

## Demografia
Segundo o censo americano de 2000, a sua população era de 3774 habitantes.
Em 2006, foi estimada uma população de 4162, um aumento de 388 (10.3%).

## Geografia
De acordo com o United States Census Bureau tem uma área de
9,2 km², dos quais 9,2 km² cobertos por terra e 0,0 km² cobertos por água.

## Localidades na vizinhança
O diagrama seguinte representa as localidades num raio de 16 km ao redor de Fruitland.